# 306省道 (浙江省)
306省道，又称镇海—萧山公路，是浙江省的一条省道，起点位于宁波市镇海区骆驼街道，途经澥浦镇、慈溪市掌起镇、观海卫镇、浒山街道、余姚市低塘街道、泗门镇、黄家埠镇、绍兴市上虞区谢塘镇、沥海街道、柯桥区马鞍街道、杭州市钱塘区临江街道，终点位于杭州市萧山区南阳街道，全长150公里，原为鹿山—唐舍岭公路，原编号11，起点位于湖州市吴兴区妙西镇鹿山，终点位于安吉县杭垓镇唐舍岭（浙皖界）:103，全长100.14公里:221。